# Polycide-Prozess
Als Polycide-Prozess (engl.) bezeichnet man in der Halbleitertechnik ein Verfahren bei dem ein Silicid aus einer (geschlossenen) Polysilicium-Schicht gebildet wird. Das Verfahren findet breite Anwendung in der DRAM-Fertigung zur Herstellung des Word-Line-Leiterbahnen und -MOSFETs.
Das in den 1970er-Jahren eingeführte Verfahren stellt eine Verbesserung der damals genutzten Polysilicium-Gate-Technik für die Herstellung von integrierten Schaltungen dar.
Wie bei allen Silicid-Verfahren, wird zunächst ein Metall-Schicht, (in der Anfangsphase) vor allem Wolfram, auf der geschlossenen, ggf. hochdotierten Polysilicium-Schicht abgeschieden. Anschließend folgt ein Hochtemperaturschritt zur Eindiffusion des Metalls in das Polysilicium und Bildung einer niederohmigen Phase. Die genauen Prozessbedingungen hängen dabei davon ab, welches Metall genutzt wird bzw. welches Silicid gebildet werden soll.
Die Besonderheit beim Polycide-Prozess besteht darin, dass das Silicid ausschließlich im oberen Bereich einer Polysilicium-Schicht vor dessen Strukturierung gebildet wird. Es steht damit im Gegensatz zu anderen Silicidierungsverfahren, bei dem das Silicid nach dem Polysiliziumätzen gebildet wird, beispielsweise dem Salicide-Prozess, bei dem sowohl über das Polysiliziumgate als auch über die freiliegenden monokristallinen Bereichen selbstausrichtend Silizid gebildet wird.